# Dimidiação

Brasão de armas Hastings, mostrando um escudo parcialmente dimidiado, onde as metades dianteiras dos leões superior e inferior são juntadas com as metades traseiras dos barcos. Este motivo se caracteriza amplamente na heráldica dos Cinque Ports.

Horizontalmente dimidiado coelho e peixe, armas da cidade e gmina de Prochowice, SW Polônia. Dimidiações horizontais são raras, se não desconhecidas, na heráldica inglesa

Brasão de armas da comuna permanente de Les Andelys, dimidiado (francês: Mi-parti) por pala, três cachos de uvas e três castelos conservados. Dimidiação são raras na heráldica francesa.

Em heráldica, dimidiação é um método de combinar heraldicamente dois brasões de armas.
Por um tempo, a dimidiação precedeu o método conhecido como impalamento. Enquanto que o impalamento envolve colocar ambos os brasões de armas inteiros lado a lado no mesmo escudo, a dimidiação envolve colocar a metade direita de um brasão de armas ao lado da metade esquerda do outro. Em caso de casamento, a metade direita das armas do marido deve ser colocada ao lado da metade esquerda das armas da esposa. A prática caiu em desuso porque o resultado não foi sempre esteticamente agradável (algumas vezes criando híbridos estranhos, como visto nos exemplos à direita), e também porque em alguns casos, resultaria em um escudo que confundiria o olhar como um único brasão de armas ao invés de uma combinação de dois. Por exemplo, uma banda combinada com uma banda esquerda deveria resultar uma combinação que simplesmente seria vista como um chevron, desta maneira escondendo o fato que dois brasões de armas foram combinados. Com a intenção de evitar essas desvantagens, tornou-se habitual usar mais da metade de cada brasão de armas quando combinando eles através da dimidiação. Uma vez que esta prática tinha começado, a progressão lógica foi incluir ambos os brasões de armas inteiros no novo escudo, resultando que, o impalamento substituiu dimidiação como um método de combinar brasões de armas.  Uma regra que se mantém da dimidiação o impalamento é que se o brasão de armas com uma bordadura é impalado, a bordadura não continua abaixo da linha do impalamento, mas é encurtada.

Exemplo de dois brasões dimidiados
Os mesmos brasões impalados
Quando a metade direita de uma banda sinistra é dimidiada com a metade esquerda de uma banda, o resultado poderia ser visto como um chevron